# 蔡寶善 (光緒二年進士)
蔡寶善，江西省瑞州府新昌縣人，清朝政治人物。進士出身。
光緒二年（1876年），參加丙子恩科會試，得貢士第234名。殿試登進士2甲第124名。同年五月（6月3日），經吏部掣簽，授即用知縣。